# Роберт Макнот
Роберт Макнот (Robert H. McNaught, нар. в Шотландії в 1956 році) — шотландсько-австралійський астроном зі Школи астрономічних та астрофізичних досліджень Австралійського національного університету (АНУ). Співпрацював із Девідом Ешером з Обсерваторії Арма.
Астероїд внутрішнього головного поясу 3173 Макнот, відкритий Едвардом Бовеллом на Станції Андерсон-Меса в 1981 році, за пропозицією Девіда Серджента був названий його першовідкривачем на честь Роберта Макнота.

## Професійна діяльність
Роберт Макнот — активний відкривач астероїдів і комет; його називають «найуспішнішим у світі першовідкривач комет». Макнот брав участь в астрономічному огляді Siding Spring Survey (SSS) і працював з даними Уппсальського південного телескопа Шмідта.
7 серпня 2006 року Макнот відкрив велику комету C/2006 P1 — найяскравішу комету за останні кілька десятиліть, яку спостерігачі в південній півкулі легко бачили неозброєним оком. Вона отримала назву комета Макнота.
Огляд SSS був єдиним активним професійним дослідженням навколоземних об'єктів у південній півкулі. Він завершився у 2013 році після того, як закінчилося його фінансування.
У 1990—1996 роках Роберт Макнот брав участь у роботі над Англо-австралійським оглядом навколоземних астероїдів (AANEAS).

## Інші проєкти
Макнот працював із камерою для відстеження супутників Університету Естона, спочатку біля Івшема (1982), потім у Герстмонсо, а згодом у Сайдинг-Спрінг. У вільний час він успішно відстежує нові зорі, ідентифікує зображення переднових і незвичайних змінних зір на оглядових пластинах, визначає їхні положення, проводить астрометричні спостереження комет і малих планет, а також фотометричні спостереження комет і нових. Крім того, він проводить велику спостережну й обчислювальну роботу щодо метеорів, а також покрить малих планет.

## Проблеми з фінансуванням
У жовтні 2011 року, почасти внаслідок коливань обмінного курсу між австралійським і американським доларами, агенція НАСА була змушена припинити фінансування досліджень Роберта Макнота, здійснюваних у південній півкулі в рамках Каталінського огляду, які раніше коштували 110 000 доларів на рік, а в липні 2012 року припинити міжнародну співпрацю. За підрахунками Макнота, дослідження потребує 180 000 доларів на рік, крім того, потрібна невелика однократна сума на ремонт купола обсерваторії. Кілька місяців проєкт тимчасово фінансував Австралійський національний університет, але наприкінці 2012 року він повідомив, що більше не в змозі підтримувати програму і що з січня 2013 року фінансування буде припинене.

## Відкриття

### Список відкриттів комет
Загалом Роберт Макнот відкрив 82 комети.

#### Довгоперіодичні комети
Роберт Макнот відкрив 44 довгоперіодичні комети:
- C/1987 U3 (інші назви — 1987 XXXII, 1987b1)
- C/2005 E2
- C/2005 L2
- C/2005 L3
- C/2005 S4
- C/2006 B1
- C/2006 E1
- C/2006 K1
- C/2006 K3
- C/2006 L2
- C/2006 P1 (велика комета 2007 року)
- C/2006 Q1
- C/2007 K6
- C/2007 M1
- C/2007 P1
- C/2007 T1
- C/2007 Y2
- C/2008 A1
- C/2008 J4
- C/2009 F2
- C/2009 F4
- C/2009 F5
- C/2009 K5
- C/2009 R1
- C/2009 T1
- C/2010 J2
- C/2011 C1
- C/2011 G1
- C/2011 L1
- C/2011 L2
- C/2011 L3
- C/2011 N2
- C/2011 Q2
- C/2011 R1
- C/2012 C1
- C/2012 H2
- C/2012 K6
- C/2012 T4
- C/2012 Y3
- C/2013 A1
- C/2013 E1
- C/2013 F3
- C/2013 G2
- C/2013 G7
- C/2013 J3
- C/2013 O3

#### Короткоперіодичні комети
Роберт Макнот відкрив 26 короткоперіодичних комет:
- 191P/Макнота
- 220P/Макнота
- 254P/Макнота
- 260P/Макнота
- 278P/Макнота
- P/2004 R1 (Макнота)
- P/2005 J1 (Макнота)
- P/2005 L1 (Макнота)
- P/2005 Y2 (Макнота)
- P/2006 G1 (Макнота)
- P/2006 H1 (Макнота)
- P/2007 H1 (Макнота)
- P/2008 J3 (Макнота)
- P/2008 O2 (Макнота)
- P/2008 Y3 (Макнота)
- P/2009 Q5 (Макнота)
- P/2009 S2 (Макнота)
- P/2009 U4 (Макнота)
- P/2010 J5 (Макнота)
- P/2011 L1 (Макнота)
- P/2011 P1 (Макнота)
- P/2011 Q3 (Макнота)
- P/2012 O1 (Макнота)
- P/2012 O2 (Макнота)
- P/2012 O3 (Макнота)
- P/2013 J2 (Макнота)

#### Співвідкриття
Макнот є співвідкривачем таких комет:
- P/Catalina — Макнота (також P/2008 S1, 2008 JK)
- P/Макнота — Гартлі (також P/1994 N2, 1994 XXXI, 1994n)
- Комета Макнота — Гартлі (також C/1999 T1)
- Комета Макнота — Тріттон (також C/1978 G2, 1978 XXVII)
- Комета Макнота — Ватсона (також C/1999 S2)

#### Відкриття у складі груп

##### Комети Макнота— Г'юза
- C/1990 M1 (також 1991 III, 1990g)
- 130P/Макнота — Г'юза (також 1991 IX, 1991y)

##### Комети Макнота— Рассела
- C/1991 C3 (також 1990 XIX, 1991g)
- C/1991 Q1 (також 1992 XI, 1991v)
- C/1991 R1 (також 1990 XXII, 1991w)
- C/1993 Y1 (також 1994 XI, 1993v)
- 262P/Макнота — Расселла (також 1994 XXIV, 1994u)

### Список відкритих малих планет
Згідно з даними Центру малих планет станом на 2016 рік, упродовж 1975—2005 років Роберт Макнот став відкривачем або співвідкривачем 483 малих планет.
| Назва                | Дата відкриття         |
| -------------------- | ---------------------- |
| 3904 Хонда           | 22 лютого 1988 року    |
| 4093 Беннетт         | 4 листопада 1986 року  |
| 4128 UKSTU           | 28 січня 1988 року     |
| 4129 Рікгелен        | 22 лютого 1988 року    |
| 4220 Флуд            | 22 лютого 1988 року    |
| 4456 Моусон          | 27 липня 1989 року     |
| 4499 Девідаллен      | 4 січня 1989 року      |
| 4504 Дженкінсон      | 21 грудня 1989 року    |
| 4638 Естенс          | 2 березня 1989 року    |
| 4667 Роббіш          | 4 листопада 1986 року  |
| 4678 Нінян           | 24 вересня 1990 року   |
| 4679 Сібіл           | 9 жовтня 1990 року     |
| 4699 Сутан           | 4 листопада 1986 року  |
| 4704 Шіна            | 28 січня 1988 року     |
| 4710 Вейд            | 4 січня 1989 року      |
| 4713 Стіл            | 26 серпня 1989 року    |
| (4953) 1990 MU       | 23 червня 1990 року    |
| 4956 Ноймер          | 12 листопада 1990 року |
| 4974 Елфорд          | 14 червня 1990 року    |
| 5007 Кей             | 20 жовтня 1990 року    |
| 5061 Макінтош        | 22 лютого 1988 року    |
| 5066 Гарредд         | 22 червня 1990 року    |
| 5068 Креґґ           | 9 жовтня 1990 року     |
| 5133 Філіпадамс      | 12 серпня 1990 року    |
| 5136 Беґґелі         | 20 жовтня 1990 року    |
| (5189) 1990 UQ       | 20 жовтня 1990 року    |
| 5277 Брисбен         | 22 лютого 1988 року    |
| 5329 Декаро          | 21 грудня 1989 року    |
| 5335 Дамокл          | 18 лютого 1991 року    |
| 5378 Елліетт         | 9 квітня 1991 року     |
| 5380 Спріґґ          | 7 травня 1991 року     |
| 5382 Маккей          | 8 травня 1991 року     |
| 5441 Ендімаррі       | 8 травня 1991 року     |
| 5470 Куртліндстром   | 28 січня 1988 року     |
| 5475 Ганскеннеді     | 26 серпня 1989 року    |
| 5558 Джоннепер       | 24 листопада 1989 року |
| (5604) 1992 FE       | 26 березня 1992 року   |
| 5625 Джеймсфергюсон  | 7 січня 1991 року      |
| 5627 Шорт            | 16 червня 1991 року    |
| (5645) 1990 SP       | 20 вересня 1990 року   |
| 5680 Несміт          | 30 грудня 1989 року    |
| 5682 Бересфорд       | 9 жовтня 1990 року     |
| 5691 Фредвотсон      | 26 березня 1992 року   |
| 5739 Робертбернс     | 24 листопада 1989 року |
| (5742) 1990 TN4      | 9 жовтня 1990 року     |
| 5747 Вільяміна       | 10 лютого 1991 року    |
| 5782 Акірафудзівара  | 7 січня 1991 року      |
| 5786 Талос           | 3 вересня 1991 року    |
| (5788) 1992 NJ       | 1 липня 1992 року      |
| 5845 Девідбрюстер    | 19 серпня 1988 року    |
| 5883 Джозефблек      | 6 листопада 1993 року  |
| 5914 Кетівейлер      | 20 листопада 1990 року |
| 5961 Ватт            | 30 грудня 1989 року    |
| 6012 Вільяммердок    | 22 вересня 1990 року   |
| 6019 Телфорд         | 3 вересня 1991 року    |
| (6021) 1991 TM       | 1 жовтня 1991 року     |
| (6038) 1989 EQ       | 4 березня 1989 року    |
| (6053) 1993 BW3      | 30 січня 1993 року     |
| 6130 Гаттон          | 24 вересня 1989 року   |
| 6194 Деналі          | 12 жовтня 1990 року    |
| 6316 Мендес          | 9 жовтня 1990 року     |
| (6322) 1991 CQ       | 10 лютого 1991 року    |
| 6411 Тамага          | 8 жовтня 1993 року     |
| (6454) 1991 UG1      | 29 жовтня 1991 року    |
| (6455) 1992 HE       | 25 квітня 1992 року    |
| 6461 Адам            | 4 листопада 1993 року  |
| 6523 Клуб            | 1 жовтня 1991 року     |
| 6564 Ешер            | 25 січня 1992 року     |
| 6708 Боббівейл       | 4 січня 1989 року      |
| 6870 Полдевіс        | 28 липня 1992 року     |
| 6906 Джонміллс       | 19 листопада 1990 року |
| 6907 Гарріфорд       | 19 листопада 1990 року |
| 6916 Левіспірс       | 27 липня 1992 року     |
| (6960) 1989 AL5      | 4 січня 1989 року      |
| 7096 Napier          | 3 листопада 1992 року  |
| 7120 Davidgavine     | 4 січня 1989 року      |
| 7170 Livesey         | 30 червня 1987 року    |
| (7177) 1990 TF       | 9 жовтня 1990 року     |
| 7247 Robertstirling  | 12 жовтня 1991 року    |
| 7345 Happer          | 28 липня 1992 року     |
| (7350) 1993 VA       | 7 листопада 1993 року  |
| (7474) 1992 TC       | 1 жовтня 1992 року     |
| (7482) 1994 PC1      | 9 серпня 1994 року     |
| (7582) 1990 WL       | 20 листопада 1990 року |
| (7588) 1992 FJ1      | 24 березня 1992 року   |
| 7604 Kridsadaporn    | 31 серпня 1995 року    |
| 7660 Alexanderwilson | 5 листопада 1993 року  |
| (7761) 1990 SL       | 20 вересня 1990 року   |
| (7822) 1991 CS       | 13 лютого 1991 року    |
| (7839) 1994 ND       | 3 липня 1994 року      |
| (7888) 1993 UC       | 20 жовтня 1993 року    |
| (7977) 1977 QQ5      | 21 серпня 1977 року    |
| 8028 Joeengle        | 30 серпня 1991 року    |
| 8030 Williamknight   | 29 вересня 1991 року   |
| (8037) 1993 HO1      | 20 квітня 1993 року    |
| 8113 Matsue          | 21 квітня 1996 року    |
| 8115 Sakabe          | 24 квітня 1996 року    |
| (8176) 1991 WA       | 29 листопада 1991 року |
| 8218 Hosty           | 8 травня 1996 року     |
| (8219) 1996 JL       | 10 травня 1996 року    |
| 8283 Edinburgh       | 30 вересня 1991 року   |
| 8368 Lamont          | 20 лютого 1991 року    |
| (8486) 1989 QV       | 26 серпня 1989 року    |
| 8515 Corvan          | 4 вересня 1991 року    |
| (8653) 1990 KE       | 20 травня 1990 року    |
| (8654) 1990 KC1      | 20 травня 1990 року    |
| (8842) 1990 KF       | 20 травня 1990 року    |
| 8899 Hughmiller      | 22 вересня 1995 року   |
| (9047) 1991 QF       | 30 серпня 1991 року    |
| 9349 Lucas           | 30 вересня 1991 року   |
| 9391 Slee            | 14 серпня 1994 року    |
| (9583) 1990 HL1      | 28 квітня 1990 року    |
| 9594 Garstang        | 4 вересня 1991 року    |
| (9714) 1975 LF1      | 1 червня 1975 року     |
| 9843 Braidwood       | 4 січня 1989 року      |
| (9850) 1990 TM5      | 9 жовтня 1990 року     |
| (9853) 1991 AN2      | 7 січня 1991 року      |
| (9855) 1991 CU       | 7 лютого 1991 року     |
| (9857) 1991 EN       | 10 березня 1991 року   |
| (9873) 1992 GH       | 9 квітня 1992 року     |
| (9881) 1994 SE       | 25 вересня 1994 року   |
| (9899) 1996 EH       | 12 березня 1996 року   |
| 9984 Gregbryant      | 18 квітня 1996 року    |
| 9985 Akiko           | 12 травня 1996 року    |
| (10058) 1988 DD5     | 25 лютого 1988 року    |
| (10098) 1991 SC1     | 30 вересня 1991 року   |
| 10188 Yasuoyoneda    | 14 травня 1996 року    |
| (10342) 1991 TQ      | 1 жовтня 1991 року     |
| (10511) 1989 OD      | 21 липня 1989 року     |
| (10525) 1990 TO      | 12 жовтня 1990 року    |
| 10736 Marybrück      | 22 лютого 1988 року    |
| 10737 Brück          | 25 лютого 1988 року    |
| 10773 Jamespaton     | 7 січня 1991 року      |
| 10841 Ericforbes     | 12 серпня 1994 року    |
| (11030) 1988 PK      | 13 серпня 1988 року    |
| (11036) 1989 AW5     | 4 січня 1989 року      |
| (11052) 1990 WM      | 20 листопада 1990 року |
| (11062) 1991 SN      | 30 вересня 1991 року   |
| (11093) 1994 HD      | 17 квітня 1994 року    |
| (11597) 1995 KL1     | 31 травня 1995 року    |
| (11889) 1991 AH2     | 7 січня 1991 року      |
| (11890) 1991 FF      | 18 березня 1991 року   |
| (11903) 1991 RD7     | 2 вересня 1991 року    |
| (12263) 1989 YA4     | 30 грудня 1989 року    |
| (12273) 1990 TS4     | 9 жовтня 1990 року     |
| (12305) 1991 TE1     | 12 жовтня 1991 року    |
| (12378) 1994 PK1     | 15 серпня 1994 року    |
| 12446 Juliabryant    | 15 серпня 1996 року    |
| (12705) 1990 TJ      | 12 жовтня 1990 року    |
| (12732) 1991 TN      | 1 жовтня 1991 року     |
| 12819 Susumutakahasi | 12 травня 1996 року    |
| (13016) 1988 DB5     | 25 лютого 1988 року    |
| (13020) 1988 PW2     | 10 серпня 1988 року    |
| (13036) 1989 YO3     | 30 грудня 1989 року    |
| (13060) 1991 EJ      | 10 березня 1991 року   |
| (13110) 1993 LS1     | 15 червня 1993 року    |
| (13120) 1993 VU7     | 4 листопада 1993 року  |
| 13176 Kobedaitenken  | 21 квітня 1996 року    |
| (13505) 1989 AB3     | 4 січня 1989 року      |
| (13506) 1989 AF3     | 4 січня 1989 року      |
| (13507) 1989 AN5     | 4 січня 1989 року      |
| (13517) 1990 UU1     | 20 жовтня 1990 року    |
| (13522) 1991 FG      | 18 березня 1991 року   |
| (13537) 1991 SG      | 29 вересня 1991 року   |
| (13538) 1991 ST      | 30 вересня 1991 року   |
| (13539) 1991 TY      | 2 жовтня 1991 року     |
| 13551 Gadsden        | 26 березня 1992 року   |
| (13929) 1988 PL      | 13 серпня 1988 року    |
| (13953) 1990 TO4     | 9 жовтня 1990 року     |
| 13957 NARIT          | 7 січня 1991 року      |
| (13968) 1991 RE7     | 2 вересня 1991 року    |
| (14374) 1989 SA      | 21 вересня 1989 року   |
| (14409) 1991 RM1     | 5 вересня 1991 року    |
| 14420 Massey         | 30 вересня 1991 року   |
| (14421) 1991 SA1     | 30 вересня 1991 року   |
| (14464) 1993 HC1     | 21 квітня 1993 року    |
| (14471) 1993 SG1     | 21 вересня 1993 року   |
| (14879) 1991 AL2     | 7 січня 1991 року      |
| (15227) 1986 VA      | 4 листопада 1986 року  |
| (15234) 1988 BJ5     | 28 січня 1988 року     |
| (15235) 1988 DA5     | 25 лютого 1988 року    |
| (15270) 1991 AE2     | 7 січня 1991 року      |
| (15289) 1991 TL      | 1 жовтня 1991 року     |
| (15290) 1991 TF1     | 12 жовтня 1991 року    |
| (15334) 1993 UE      | 20 жовтня 1993 року    |
| (15337) 1993 VT2     | 7 листопада 1993 року  |
| 15368 Katsuji        | 14 травня 1996 року    |
| (15725) 1990 TX4     | 9 жовтня 1990 року     |
| (15726) 1990 TG5     | 9 жовтня 1990 року     |
| (15848) 1995 YJ4     | 28 грудня 1995 року    |
| (16440) 1989 EN5     | 2 березня 1989 року    |
| (16460) 1989 YF1     | 30 грудня 1989 року    |
| (16468) 1990 HW1     | 27 квітня 1990 року    |
| (16489) 1990 SG      | 17 вересня 1990 року   |
| (16504) 1990 TR5     | 9 жовтня 1990 року     |
| (16506) 1990 UH1     | 20 жовтня 1990 року    |
| (16517) 1990 WD      | 19 листопада 1990 року |
| (16657) 1993 UB      | 23 жовтня 1993 року    |
| (17411) 1988 DF3     | 22 лютого 1988 року    |
| (17425) 1989 AM3     | 4 січня 1989 року      |
| (17448) 1990 HU1     | 27 квітня 1990 року    |
| (17485) 1991 RP9     | 5 вересня 1991 року    |
| (17487) 1991 SY      | 30 вересня 1991 року   |
| 17503 Celestechild   | 26 березня 1992 року   |
| 17555 Kenkennedy     | 4 листопада 1993 року  |
| 17640 Mount Stromlo  | 15 серпня 1996 року    |
| 18376 Quirk          | 30 вересня 1991 року   |
| (18377) 1991 SH1     | 28 вересня 1991 року   |
| (18393) 1992 QB      | 19 серпня 1992 року    |
| 18412 Kruszelnicki   | 13 червня 1993 року    |
| 18413 Adamspencer    | 13 червня 1993 року    |
| (18496) 1996 JN1     | 9 травня 1996 року     |
| (18506) 1996 PY6     | 15 серпня 1996 року    |
| (18514) 1996 TE11    | 14 жовтня 1996 року    |
| (19146) 1989 YY      | 30 грудня 1989 року    |
| (19147) 1989 YV4     | 30 грудня 1989 року    |
| (19151) 1990 KD1     | 20 травня 1990 року    |
| (19170) 1991 FH      | 18 березня 1991 року   |
| (19181) 1991 SD1     | 30 вересня 1991 року   |
| (19261) 1995 MB      | 21 червня 1995 року    |
| (19986) 1990 KD      | 20 травня 1990 року    |
| 20002 Tillysmith     | 10 березня 1991 року   |
| (20015) 1991 SR      | 30 вересня 1991 року   |
| 20043 Ellenmacarthur | 2 березня 1993 року    |
| (20086) 1994 LW      | 12 червня 1994 року    |
| (20111) 1995 SO5     | 22 вересня 1995 року   |
| (20494) 1999 PM1     | 3 серпня 1999 року     |
| (20691) 1999 VY72    | 11 листопада 1999 року |
| (21005) 1988 BF5     | 28 січня 1988 року     |
| (21063) 1991 JC2     | 8 травня 1991 року     |
| 21073 Darksky        | 4 вересня 1991 року    |
| (21100) 1992 OB      | 26 липня 1992 року     |
| (21150) 1993 LF1     | 13 червня 1993 року    |
| (21151) 1993 LO1     | 13 червня 1993 року    |
| (21153) 1993 MF1     | 18 червня 1993 року    |
| (21193) 1994 PJ1     | 14 серпня 1994 року    |
| (21194) 1994 PN1     | 11 серпня 1994 року    |
| 21262 Kanba          | 24 квітня 1996 року    |
| (22326) 1991 SZ      | 30 вересня 1991 року   |
| (22327) 1991 TS      | 1 жовтня 1991 року     |
| (22367) 1993 MZ      | 18 червня 1993 року    |
| (23183) 2000 OY21    | 28 липня 2000 року     |
| (23449) 1988 BG5     | 28 січня 1988 року     |
| (23453) 1988 QR      | 19 серпня 1988 року    |
| (23474) 1990 UX1     | 20 жовтня 1990 року    |
| (23480) 1991 EL      | 10 березня 1991 року   |
| (23493) 1991 SO      | 30 вересня 1991 року   |
| (23615) 1996 FK12    | 28 березня 1996 року   |
| (24660) 1988 BH5     | 28 січня 1988 року     |
| (24672) 1989 OJ      | 27 липня 1989 року     |
| 24680 Alleven        | 30 грудня 1989 року    |
| (24688) 1990 KE1     | 20 травня 1990 року    |
| (24698) 1990 TU4     | 9 жовтня 1990 року     |
| (24718) 1991 SW      | 30 вересня 1991 року   |
| (24719) 1991 SE1     | 30 вересня 1991 року   |
| (24721) 1991 TJ      | 1 жовтня 1991 року     |
| (24722) 1991 TK      | 1 жовтня 1991 року     |
| (24819) 1994 XY4     | 6 грудня 1994 року     |
| (26098) 1989 AN3     | 4 січня 1989 року      |
| (26118) 1991 TH      | 1 жовтня 1991 року     |
| (26142) 1994 PL1     | 3 серпня 1994 року     |
| (26152) 1994 UF      | 24 жовтня 1994 року    |
| (26903) 1995 YT3     | 20 грудня 1995 року    |
| (27723) 1990 QA      | 19 серпня 1990 року    |
| (27738) 1990 TT4     | 9 жовтня 1990 року     |
| (27743) 1990 VM      | 8 листопада 1990 року  |
| (27760) 1991 RB7     | 2 вересня 1991 року    |
| (27766) 1991 TO      | 1 жовтня 1991 року     |
| (27767) 1991 TP      | 1 жовтня 1991 року     |
| (27784) 1992 OE      | 27 липня 1992 року     |
| (27842) 1994 QJ      | 28 серпня 1994 року    |
| (28395) 1999 RZ42    | 3 вересня 1999 року    |
| (29143) 1988 DK      | 22 лютого 1988 року    |
| (29213) 1991 SJ      | 29 вересня 1991 року   |
| (30795) 1989 AR5     | 4 січня 1989 року      |
| (30808) 1989 YA2     | 30 грудня 1989 року    |
| (30824) 1990 TD      | 9 жовтня 1990 року     |
| (30930) 1993 UF      | 20 жовтня 1993 року    |
| (30969) 1995 BP2     | 29 січня 1995 року     |
| (31017) 1996 EH2     | 15 березня 1996 року   |
| (31044) 1996 NY      | 11 липня 1996 року     |
| (32171) 2000 ND10    | 1 липня 2000 року      |
| (32802) 1990 SK      | 20 вересня 1990 року   |
| (35107) 1991 VH      | 9 листопада 1991 року  |
| (35134) 1992 RE      | 4 вересня 1992 року    |
| (35159) 1993 LH1     | 13 червня 1993 року    |
| (35183) 1993 UY2     | 20 жовтня 1993 року    |
| (35198) 1994 PM1     | 9 серпня 1994 року     |
| (37638) 1993 VB      | 6 листопада 1993 року  |
| (37649) 1994 FC      | 19 березня 1994 року   |
| (37650) 1994 FP      | 21 березня 1994 року   |
| (39532) 1990 HZ1     | 27 квітня 1990 року    |
| (39561) 1992 QA      | 19 серпня 1992 року    |
| (39563) 1992 RB      | 2 вересня 1992 року    |
| (39591) 1993 LR1     | 15 червня 1993 року    |
| (39618) 1994 LT      | 12 червня 1994 року    |
| (39636) 1995 BQ2     | 29 січня 1995 року     |
| (41504) 2000 QY148   | 29 серпня 2000 року    |
| (42490) 1991 SU      | 30 вересня 1991 року   |
| (42491) 1991 TF      | 1 жовтня 1991 року     |
| (42847) 1999 RC43    | 11 вересня 1999 року   |
| (42930) 1999 TM11    | 6 жовтня 1999 року     |
| (42933) 1999 TR19    | 15 жовтня 1999 року    |
| (43764) 1988 BL5     | 28 січня 1988 року     |
| (43797) 1991 AF2     | 7 січня 1991 року      |
| (43869) 1994 RD11    | 10 вересня 1994 року   |
| (46544) 1988 QO      | 19 серпня 1988 року    |
| 46568 Stevenlee      | 30 вересня 1991 року   |
| (46597) 1993 DK2     | 24 лютого 1993 року    |
| (46605) 1993 HQ1     | 18 квітня 1993 року    |
| (46667) 1996 HM2     | 18 квітня 1996 року    |
| (48438) 1989 WJ2     | 21 листопада 1989 року |
| (48440) 1989 YO2     | 30 грудня 1989 року    |
| (48462) 1991 RT6     | 3 вересня 1991 року    |
| (48467) 1991 SB1     | 30 вересня 1991 року   |
| (48527) 1993 LC1     | 13 червня 1993 року    |
| (48560) 1993 UX2     | 20 жовтня 1993 року    |
| (48561) 1993 UZ2     | 21 жовтня 1993 року    |
| (48605) 1995 CW1     | 7 лютого 1995 року     |
| (50365) 2000 CP77    | 7 лютого 2000 року     |
| (52290) 1990 SF      | 17 вересня 1990 року   |
| (52297) 1991 CH2     | 12 лютого 1991 року    |
| (52310) 1991 VJ      | 9 листопада 1991 року  |
| (52338) 1992 RH1     | 2 вересня 1992 року    |
| (52439) 1994 QL      | 16 серпня 1994 року    |
| (52440) 1994 QN      | 26 серпня 1994 року    |
| (52460) 1995 DA3     | 24 лютого 1995 року    |
| (55740) 1989 YL2     | 30 грудня 1989 року    |
| (55770) 1992 OW      | 28 липня 1992 року     |
| (56801) 2000 PF9     | 6 серпня 2000 року     |
| (58177) 1990 TB6     | 9 жовтня 1990 року     |
| (58178) 1990 UY1     | 20 жовтня 1990 року    |
| (58187) 1991 TD      | 1 жовтня 1991 року     |
| (58291) 1994 GA      | 1 квітня 1994 року     |
| (58296) 1994 LF1     | 2 червня 1994 року     |
| (58325) 1994 RE11    | 11 вересня 1994 року   |
| (58330) 1994 TK      | 3 жовтня 1994 року     |
| (58419) 1996 BD4     | 26 січня 1996 року     |
| (59798) 1999 PO1     | 3 серпня 1999 року     |
| (61349) 2000 PD9     | 6 серпня 2000 року     |
| (61350) 2000 PL9     | 6 серпня 2000 року     |
| (61731) 2000 QV148   | 29 серпня 2000 року    |
| (65671) 1988 DE3     | 22 лютого 1988 року    |
| (65690) 1991 DG      | 20 лютого 1991 року    |
| (65706) 1992 NA      | 1 липня 1992 року      |
| (65717) 1993 BX3     | 31 січня 1993 року     |
| (65730) 1993 LP1     | 14 червня 1993 року    |
| (65750) 1993 UV2     | 20 жовтня 1993 року    |
| (68728) 2002 EP6     | 6 березня 2002 року    |
| (69307) 1992 ON      | 28 липня 1992 року     |
| (69331) 1993 LE1     | 13 червня 1993 року    |
| (69332) 1993 LJ1     | 13 червня 1993 року    |
| (69401) 1995 QV3     | 26 серпня 1995 року    |
| (70453) 1999 TS19    | 15 жовтня 1999 року    |
| (73674) 1988 BN5     | 28 січня 1988 року     |
| (73698) 1991 TE      | 1 жовтня 1991 року     |
| (73804) 1995 RG      | 3 вересня 1995 року    |
| (74820) 1999 TN11    | 7 жовтня 1999 року     |
| (79139) 1991 SP      | 30 вересня 1991 року   |
| (79141) 1991 TB      | 1 жовтня 1991 року     |
| (79220) 1994 PO1     | 12 серпня 1994 року    |
| (85159) 1988 DL      | 22 лютого 1988 року    |
| (85166) 1989 OC      | 21 липня 1989 року     |
| (85212) 1992 RF      | 4 вересня 1992 року    |
| (85236) 1993 KH      | 24 травня 1993 року    |
| (86067) 1999 RM28    | 3 вересня 1999 року    |
| (86480) 2000 CT97    | 9 лютого 2000 року     |
| (87275) 2000 PZ8     | 4 серпня 2000 року     |
| (87276) 2000 PE9     | 6 серпня 2000 року     |
| (90705) 1989 AZ5     | 4 січня 1989 року      |
| (90710) 1990 TF6     | 9 жовтня 1990 року     |
| (90731) 1992 OC      | 26 липня 1992 року     |
| (90809) 1995 DX2     | 24 лютого 1995 року    |
| (90810) 1995 DY2     | 24 лютого 1995 року    |
| (90862) 1996 KM1     | 22 травня 1996 року    |
| (92587) 2000 PH9     | 6 серпня 2000 року     |
| (93048) 2000 SB7     | 22 вересня 2000 року   |
| (94045) 2000 XO54    | 11 грудня 2000 року    |
| (95683) 2002 JA      | 2 травня 2002 року     |
| (96179) 1988 DX4     | 25 лютого 1988 року    |
| (96237) 1993 VL1     | 4 листопада 1993 року  |
| (97520) 2000 DA18    | 25 лютого 2000 року    |
| (100044) 1991 TX     | 1 жовтня 1991 року     |
| (100118) 1993 LG1    | 13 червня 1993 року    |
| (100201) 1994 FD     | 19 березня 1994 року   |
| (100202) 1994 GB     | 2 квітня 1994 року     |
| (100276) 1994 XV     | 6 грудня 1994 року     |
| (100333) 1995 SN5    | 22 вересня 1995 року   |
| (101969) 1999 RJ45   | 13 вересня 1999 року   |
| (103806) 2000 DZ17   | 25 лютого 2000 року    |
| (105107) 2000 LY14   | 2 червня 2000 року     |
| 105211 Sanden        | 29 липня 2000 року     |
| (119904) 2002 EX6    | 6 березня 2002 року    |
| (120152) 2003 HJ1    | 21 квітня 2003 року    |
| (120640) 1996 PN     | 9 серпня 1996 року     |
| (122215) 2000 NE10   | 1 липня 2000 року      |
| (127451) 2002 PZ140  | 14 серпня 2002 року    |
| (127934) 2003 HK1    | 22 квітня 2003 року    |
| (129493) 1995 BM2    | 29 січня 1995 року     |
| (132161) 2002 EZ6    | 6 березня 2002 року    |
| (132790) 2002 PW140  | 14 серпня 2002 року    |
| (134366) 1995 LC     | 1 червня 1995 року     |
| (134371) 1995 RH     | 3 вересня 1995 року    |
| (134380) 1995 YH4    | 28 грудня 1995 року    |
| (135737) 2002 PV140  | 14 серпня 2002 року    |
| (135738) 2002 PX140  | 14 серпня 2002 року    |
| (136121) 2003 OA     | 18 липня 2003 року     |
| (136770) 1996 PC1    | 11 серпня 1996 року    |
| (139462) 2001 OD84   | 22 липня 2001 року     |
| (141492) 2002 EB7    | 6 березня 2002 року    |
| (148513) 2001 OE113  | 22 липня 2001 року     |
| (152558) 1990 SA     | 16 вересня 1990 року   |
| (152561) 1991 RB     | 4 вересня 1991 року    |
| (153031) 2000 PM9    | 6 серпня 2000 року     |
| (154594) 2003 OB     | 18 липня 2003 року     |
| (158013) 2000 QW148  | 29 серпня 2000 року    |
| (159367) 1977 OX     | 22 липня 1977 року     |
| (160019) 1994 FE     | 19 березня 1994 року   |
| (160325) 2003 NV1    | 2 липня 2003 року      |
| (160509) 1990 EG5    | 4 березня 1990 року    |
| (162003) 1991 TG     | 1 жовтня 1991 року     |
| (162014) 1994 RF11   | 11 вересня 1994 року   |
| (162015) 1994 TF2    | 5 жовтня 1994 року     |
| (162039) 1996 JG     | 8 травня 1996 року     |
| (163189) 2002 EU6    | 6 березня 2002 року    |
| (166485) 2002 PA141  | 14 серпня 2002 року    |
| (168334) 1994 PQ1    | 12 серпня 1994 року    |
| (175706) 1996 FG3    | 24 березня 1996 року   |
| (180825) 2005 GS9    | 2 квітня 2005 року     |
| (181748) 1996 DC2    | 26 лютого 1996 року    |
| (183029) 2002 PU140  | 14 серпня 2002 року    |
| (191096) 2002 EO6    | 6 березня 2002 року    |
| (192290) 1989 QT     | 26 серпня 1989 року    |
| (196415) 2003 HE     | 21 квітня 2003 року    |
| (196516) 2003 OJ     | 18 липня 2003 року     |
| (201500) 2003 LV2    | 2 червня 2003 року     |
| (210831) 2001 OB84   | 17 липня 2001 року     |
| (213008) 1995 DB3    | 24 лютого 1995 року    |
| (215100) 1992 RD     | 2 вересня 1992 року    |
| (215101) 1995 LB     | 1 червня 1995 року     |
| (215591) 2003 OH     | 18 липня 2003 року     |
| (222829) 2002 EG7    | 6 березня 2002 року    |
| (225333) 1998 QB105  | 30 серпня 1998 року    |
| (229915) 1990 SH     | 17 вересня 1990 року   |
| (229958) 1999 RD43   | 13 вересня 1999 року   |
| (231786) 2000 CU97   | 9 лютого 2000 року     |
| (238116) 2003 OE     | 18 липня 2003 року     |
| (242493) 2004 WO12   | 22 листопада 2004 року |
| (244274) 2002 EC7    | 6 березня 2002 року    |
| (246877) 1995 DZ2    | 24 лютого 1995 року    |
| (247742) 2003 LJ6    | 8 червня 2003 року     |
| (272282) 2005 SX     | 22 вересня 2005 року   |
| (282357) 2003 HL1    | 22 квітня 2003 року    |
| (297244) 1994 UW1    | 29 жовтня 1994 року    |
| (297249) 1995 DQ2    | 25 лютого 1995 року    |
| (301855) 1995 CY1    | 7 лютого 1995 року     |
| (306611) 2000 PA9    | 4 серпня 2000 року     |
| (322074) 2010 VB112  | 13 квітня 2004 року    |
| (322532) 2011 YQ20   | 31 березня 2004 року   |
| (322716) 2000 PG9    | 6 серпня 2000 року     |
| (322928) 2002 ET6    | 6 березня 2002 року    |
| (326485) 2002 EQ6    | 6 березня 2002 року    |
| (326487) 2002 EC51   | 6 березня 2002 року    |
| (333929) 1999 UP2    | 16 жовтня 1999 року    |
| (334768) 2003 SR76   | 18 вересня 2003 року   |
| (337245) 2000 QX148  | 29 серпня 2000 року    |
| (347786) 2002 EY6    | 6 березня 2002 року    |
| (350518) 2000 CH72   | 4 лютого 2000 року     |
| (360192) 1991 FB     | 18 березня 1991 року   |
| (376713) 1995 WQ5    | 24 листопада 1995 року |
| (380162) 2000 PB9    | 6 серпня 2000 року     |
| (380502) 2004 DZ69   | 4 січня 2004 року      |
| (382395) 1990 SM     | 22 вересня 1990 року   |
| (382825) 2003 XB22   | 15 грудня 2003 року    |
| (399785) 2005 NM63   | 5 липня 2005 року      |
| (415690) 1992 UB     | 21 жовтня 1992 року    |
| (423325) 2005 GT9    | 2 квітня 2005 року     |
| (427510) 2002 ES6    | 6 березня 2002 року    |
| (433940) 1995 QX9    | 18 серпня 1995 року    |
| (434084) 2002 CA19   | 6 лютого 2002 року     |
| (455172) 1999 QJ     | 17 серпня 1999 року    |
| (480808) 1994 XL1    | 6 грудня 1994 року     |
| (480825) 1999 PL1    | 3 серпня 1999 року     |

### Список нових
- Nova Reticuli 2020 (YZ Reticuli)